# タリア (小惑星)
タリア (23 Thalia) は小惑星帯にある大きな小惑星。
名前はギリシア神話の喜劇を司るムーサのタレイア（もしくは三大カリスの一柱タレイア）にちなんでいる。